# Velvyslanectví České republiky v Moskvě
Velvyslanectví České republiky v Moskvě (rusky Посольство Чехии в России) je oficiální diplomatická mise České republiky v Ruské federaci se sídlem v Moskvě na Presněnské části na ulici Julia Fučíka č. 12-14. Úřadujícím velvyslancem byl v letech 2018 až 2024 diplomat Vítězslav Pivoňka, jméno nového velvyslance bude teprve oznámeno.
Od května 2025 má do funkce velvyslance nastoupit diplomat a bývalý náměstek ministra obrany Daniel Koštoval. Sám prezident republiky Petr Pavel návrh dříve kritizoval, jelikož dnes není vhodná doba. Stanovisko proti vyslání v současné době (květen 2025) sdílel i poradce prezidenta a bývalý velvyslanec v Moskvě a Washingtonu Petr Kolář.

## Velvyslanci České republiky v Rusku

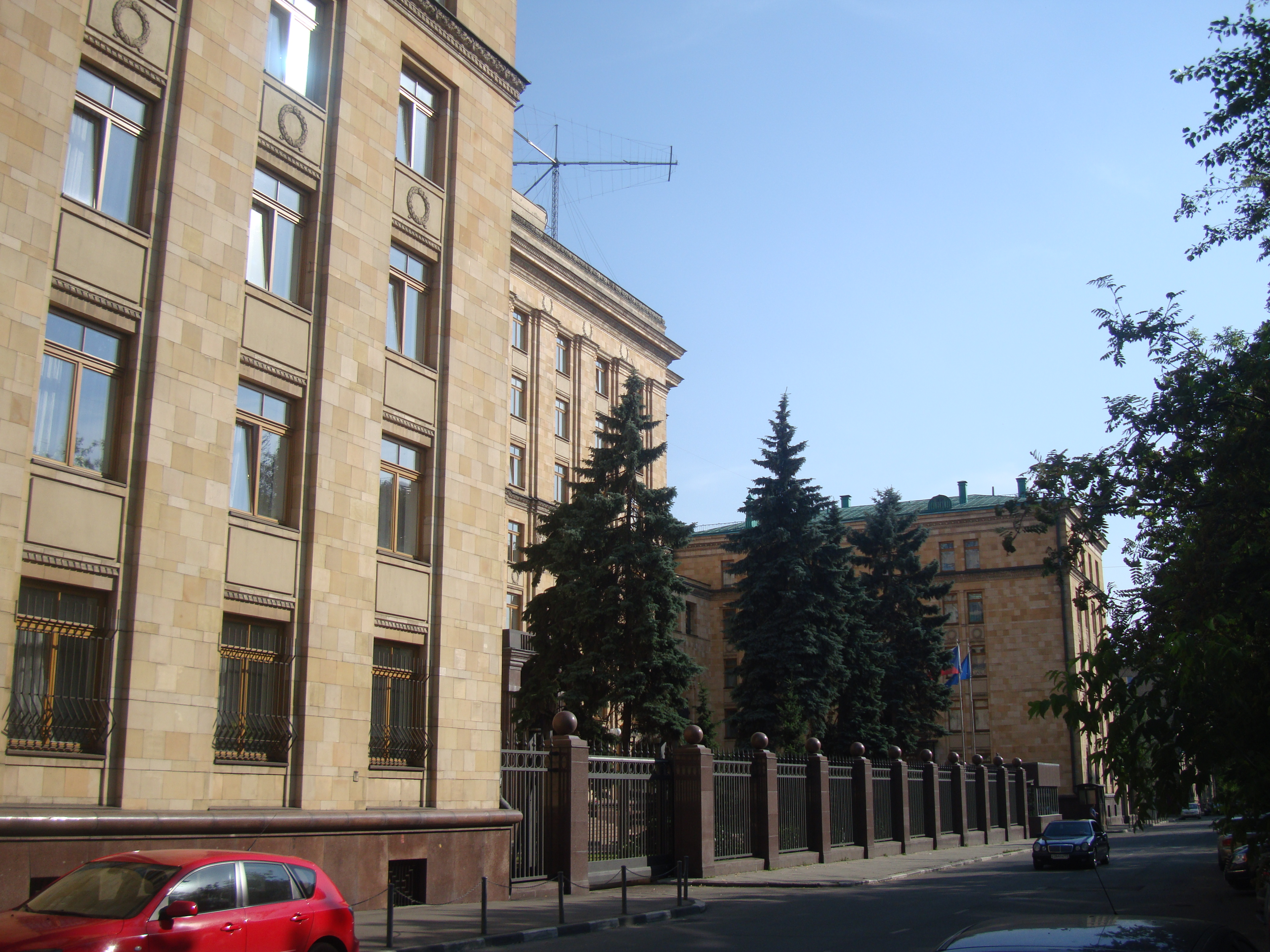
Budova velvyslanectví v Moskvě (Ulice Julia Fučíka č. 12-14).

- Rudolf Slánský mladší: 1. ledna 1993 – 10. ledna 1996
- Luboš Dobrovský: únor 1996 – 2000
- Jaroslav Bašta: 19. září 2000 – 2005
- Miroslav Kostelka: 2005 – 2009
- Petr Kolář: 8. února 2011 – 31. prosince 2012
- Vladimír Remek: 16. ledna 2014 – 31. ledna 2018
- Vítězslav Pivoňka: 11. října 2018 – 31. května 2024
- Daniel Koštoval: květen 2025 - úřadující

## Oddělení velvyslanectví

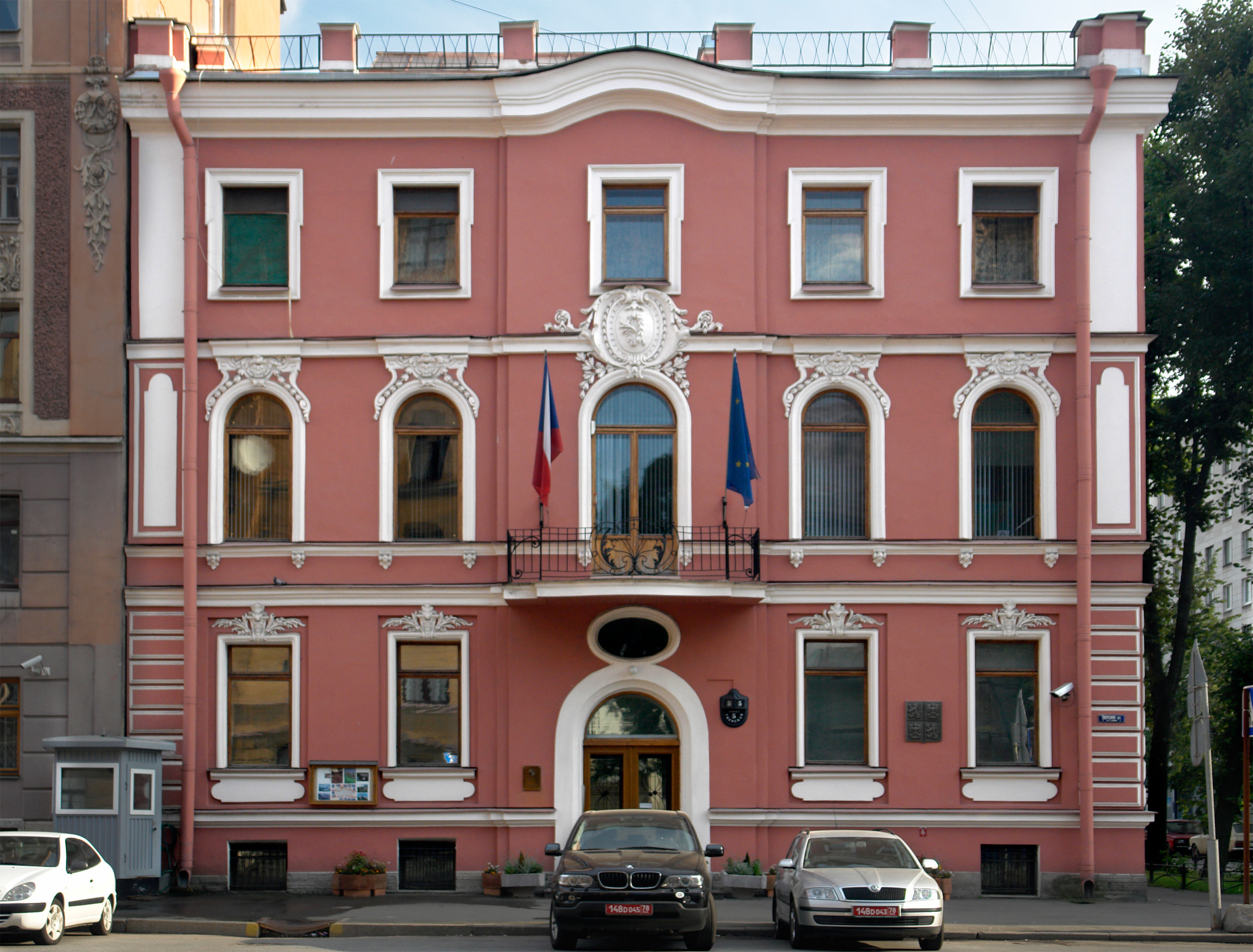
Generální konzulát České republiky v Petrohradě (Tverská ulice č. 5).

- Konzulární sekce
- Obchodně-ekonomické oddělení
- České kulturní centrum

## Konzuláty České republiky v Rusku

### Konzulární oddělení v Moskvě
Konzulární oddělení velvyslanectví:
- Adresa: 123056, Moskva, ulice Julia Fučíka, 12-14, budova 6
- Telefon: (+7 495) 276 07 02
- Fax: (+7 499) 791 29 82

České servisní vízové centrum:
- Adresa: Moskva, Kaširskoje šosse, bud. 3, část 2, 4. (Obchodní centrum "Sirius Park")

### Konzulární oddělení v jiných městech Ruska
Kromě konzulátu v Moskvě jsou další české konzuláty v Petrohradu, Jekatěrinburgu, Nižném Novgorodu a Chanty-Mansijsku:
- Generální konzulát České republiky (193015, Petrohrad, Tverská ul., 5)
- Generální konzulát České republiky (620075, Jekatěrinburg, Gogolova 15)
- Honorární konzulát ČR (603006, Nižnij Novgorod, ul. Volodarského 38A; od 30. dubna 2012 dočasně uzavřeno)
- Honorární konzulát České republiky (628012, Chanty-Mansijsk, ul. Míru, 38)